# James Giannaros
James Giannaros (* 25. Juli 1952) ist ein ehemaliger australischer Snooker- und English-Billiards-Spieler, der nach dem Gewinn der australischen Snooker-Meisterschaft im Jahr 1982 zwischen dem folgenden Jahr und 1992 insgesamt neun Jahre als professioneller Snookerspieler verbrachte.

## Karriere

### Anfänge als Amateur
Der aus Tasmanien kommende Giannaros gewann im Jahr 1980 sowohl mit einem Sieg über John Hanson die tasmanische Snooker-Meisterschaft als auch mit einem Sieg über Harold Roberts-Thompson die tasmanische English-Billiards-Meisterschaft – nachdem er bei ersterer bereits 1976 und 1979 im Finale gegen Ron Atkins verloren hatte –, während er bei der australischen Snooker-Meisterschaft hinter Warren King den zweiten Platz belegte und im Viertelfinale der Amateurweltmeisterschaft gegen Ron Atkins verlor. Ein Jahr später verlor er bei beiden tasmanischen Meisterschaften jeweils gegen den Spieler, gegen den er seinen Vorjahrestitel gewonnen hatte, im Finale. Doch 1982 gelang Giannaros jeweils mit einem Sieg über John Hanson und über John Reece erneut der Gewinn der beiden tasmanischen Meisterschaften, bevor er mit einem Sieg über Warren King die australische Snooker-Meisterschaft gewann. Zudem nahm er 1982 erneut an der Amateurweltmeisterschaft teil, schied aber in der Gruppenphase aus. Kurz darauf, zum Beginn der Saison 1983/84, wurde Giannaros Profispieler.

### Profijahre
Nachdem Giannaros während seiner ersten Profisaison nur an der Qualifikation für die Snookerweltmeisterschaft teilnahm und sich dort in seinem Auftaktspiel mit 1:10 Les Dodd geschlagen geben musste, erhöhte er mit der nächsten Saison die Anzahl seiner Turnierteilnahmen auf vier und erreichte dabei bei der Australian Professional Championship das Viertelfinale sowie beim Classic und bei den British Open mit einem Sieg über Tony Chappel beziehungsweise Colin Roscoe die Runde der letzten 64, in der er jeweils ausschied, während er bei der Snookerweltmeisterschaft erneut mit 1:10 sein Auftaktspiel gegen Steve Longworth verlor. Auf der Weltrangliste wurde er infolgedessen auf Rang 101 geführt, seiner besten Weltranglistenplatzierung überhaupt.
Während er in der Saison 1985/86 sein Qualifikationsspiel bei der Snookerweltmeisterschaft kampflos aufgab und mit einem Sieg über Lou Condo das Viertelfinale der Australian Professional Championship erreichte, nahm er während der nächsten Saison nur an der Australian Professional Championship teil und verlor dort gegen Lou Condo sein Auftaktspiel. Während er auf der Weltrangliste somit in der Saison 1987/88 auf Platz 124 geführt wurde, konnte er mittlerweile als ungesetzter Spieler in der Saison 1988/89 bei drei Turnieren kein einziges Auftaktspiel gewinnen. Infolgedessen bestritt er kein Spiel mehr, kehrte aber während der Saison 1991/92 auf die Weltrangliste zurück und belegte Platz 156, bevor er zum Ende dieser Saison seine Profikarriere beendete. Später trat Giannaros als Snookertrainer in Erscheinung.

## Erfolge
| Ausgang                    | Jahr | Turnier                                     | Finalgegner             | Ergebnis     |
| -------------------------- | ---- | ------------------------------------------- | ----------------------- | ------------ |
| Snookerturniere            |      |                                             |                         |              |
| Zweiter                    | 1976 | Tasmanische Snooker-Meisterschaft           | Ron Atkins              | 4:6          |
| Zweiter                    | 1979 | Tasmanische Snooker-Meisterschaft           | Ron Atkins              | 2:6          |
| Sieger                     | 1980 | Tasmanische Snooker-Meisterschaft           | John Hanson             | 6:2          |
| Zweiter                    | 1980 | Australische Snooker-Meisterschaft          | Warren King             | Gruppenphase |
| Zweiter                    | 1981 | Tasmanische Snooker-Meisterschaft           | John Hanson             | unbekannt    |
| Sieger                     | 1982 | Tasmanische Snooker-Meisterschaft           | John Hanson             | unbekannt    |
| Sieger                     | 1982 | Australische Snooker-Meisterschaft          | Warren King             | 8:3          |
| English-Billiards-Turniere |      |                                             |                         |              |
| Sieger                     | 1980 | Tasmanische English-Billiards-Meisterschaft | Harold Roberts-Thompson | unbekannt    |
| Zweiter                    | 1981 | Tasmanische English-Billiards-Meisterschaft | Harold Roberts-Thompson | 773:1327     |
| Sieger                     | 1982 | Tasmanische English-Billiards-Meisterschaft | John Reece              | unbekannt    |